# Pterocryptis bokorensis
Pterocryptis bokorensis es una especie de peces de la familia Siluridae en el orden de los Siluriformes.

## Morfología
• Los machos pueden llegar alcanzar los 15 cm de longitud total.

## Distribución geográfica
Se encuentra en la cuenca del río Mekong.